# 917-es busz (Pécs)
A pécsi 917-es jelzésű autóbusz egy megszűnt éjszakai autóbuszvonal, a járatok a 48-as tér – Zsolnay V. út – Budai állomás – Fehérhegy útvonalon közlekedtek, a 912-es busszal azonos (de rövidebb) útvonalon. 2012-ig a Hősök teréig közlekedett (a jelenlegi 912-es útvonalán). Régebben, eredetileg a két járat közötti eltérés az volt, hogy a 917-es Újhegyre is betért.

## Útvonala
A járatok útvonala:
| 48-as tér – Fehérhegy:                                   |
| -------------------------------------------------------- |
| - 48-as tér - Zsolnay Vilmos utca - Komlói út, Fehérhegy |